# Coniah Boyce-Clarke
Coniah Chronicles Boyce-Clarke (1º marzo 2003) è un calciatore giamaicano con cittadinanza britannica, portiere svincolato.

## Carriera

### Club
Boyce-Clarke è cresciuto nel settore giovanile del Reading, club dove è approdato nel 2019. Nel 2020 ha firmato il suo primo contratto di carattere professionistico.
Nella stagione 2021-2022 ha giocato in prestito in National League South con St Albans City e Welling Utd.
L'8 maggio 2023 ha debuttato con il Reading giocando da titolare l'ultima giornata di Championship persa 2-0 contro l'Huddersfield Town.

### Nazionale
Nel marzo 2023 è stato convocato per la prima volta dalla nazionale giamaicana per degli incontri di CONCACAF Nations League. È stato successivamente incluso fra i convocati per la CONCACAF Gold Cup 2023, competizione in cui ha debuttato il 3 luglio contro Saint Kitts e Nevis.

## Statistiche

### Presenze e reti nei club
Statistiche aggiornate al 3 luglio 2023.
| Stagione        | Squadra         | Campionato      | Campionato | Campionato | Coppe nazionali | Coppe nazionali | Coppe nazionali | Coppe continentali | Coppe continentali | Coppe continentali | Altre coppe | Altre coppe | Altre coppe | Totale | Totale |
| Stagione        | Squadra         | Comp            | Pres       | Reti       | Comp            | Pres            | Reti            | Comp               | Pres               | Reti               | Comp        | Pres        | Reti        | Pres   | Reti   |
| --------------- | --------------- | --------------- | ---------- | ---------- | --------------- | --------------- | --------------- | ------------------ | ------------------ | ------------------ | ----------- | ----------- | ----------- | ------ | ------ |
| nov.-dic. 2021  | St Albans City  | NLS             | 3          | -3         | FACup           | 1               | -4              |                    | -                  | -                  | FAT         | 1           | -1          | 5      | -8     |
| gen.-giu. 2022  | Welling Utd     | NLS             | 8          | -17        | FACup           | 0               | 0               |                    | -                  | -                  | FAT         | 0           | 0           | 8      | -17    |
| 2022-2023       | Reading         | FLC             | 1          | -2         | FACup+CdL       | 0               | 0               |                    | -                  | -                  |             | -           | -           | 1      | -2     |
| Totale carriera | Totale carriera | Totale carriera | 12         | -22        |                 | 1               | -4              |                    | -                  | -                  |             | 1           | -1          | 14     | -27    |

### Cronologia presenze e reti in nazionale
| Cronologia completa delle presenze e delle reti in nazionale ― Giamaica | Cronologia completa delle presenze e delle reti in nazionale ― Giamaica | Cronologia completa delle presenze e delle reti in nazionale ― Giamaica | Cronologia completa delle presenze e delle reti in nazionale ― Giamaica | Cronologia completa delle presenze e delle reti in nazionale ― Giamaica | Cronologia completa delle presenze e delle reti in nazionale ― Giamaica | Cronologia completa delle presenze e delle reti in nazionale ― Giamaica | Cronologia completa delle presenze e delle reti in nazionale ― Giamaica |
| Data                                                                    | Città                                                                   | In casa                                                                 | Risultato                                                               | Ospiti                                                                  | Competizione                                                            | Reti                                                                    | Note                                                                    |
| ----------------------------------------------------------------------- | ----------------------------------------------------------------------- | ----------------------------------------------------------------------- | ----------------------------------------------------------------------- | ----------------------------------------------------------------------- | ----------------------------------------------------------------------- | ----------------------------------------------------------------------- | ----------------------------------------------------------------------- |
| 3-7-2023                                                                | Santa Clara                                                             | Giamaica                                                                | 5 – 0                                                                   | Saint Kitts e Nevis                                                     | Gold Cup 2023 - 1º turno                                                | -                                                                       | 82’                                                                     |
| Totale                                                                  |                                                                         | Presenze                                                                | 1                                                                       |                                                                         | Reti                                                                    | 0                                                                       |                                                                         |